# مقاومة الزعاطشة
في خلال بدايات الاستعمار الفرنسي للجزائر قامت ثورة قادها الشيخ أحمد بوزيان في واحة الزعاطشة بضواحي بسكرة الواقعة في الشرق الجزائري حيث دامت 4 أشهر أي من 16 جويلية إلى 26 نوفمبر 1849. اشتهرت لأنها أول ثورة اندلعت بعد نهاية مقاومة الأمير عبد القادر الجزائري في 1847 أبادت فيها فرنسا كل سكان تلك الواحة 13000 عن آخرهم.

## أسباب المقاومة
منذ بداية الاحتلال الفرنسي واجه السكان في كامل الجزائر بالرفض وكانوا كلما يتقدم واحد ما يلبثون أن يلتفون حوله ليقاوموا كان استسلام الأمير عبد القادر وتوقف ثورته أثر كبير على الجزائريين شرعت بعدها مباشرة فرنسا في مواصله توسعها في الداخل الجزائري وفرضت على السكان المحليين ضرائب باهظة ليتسنى لها السيطرة على السكان وما يملكون.
شكلت الثورة الفرنسية الثالثة في 1848 وما ترتبت عنه بسقوط النظام الملكي الدستوري، وقيام الجمهورية الفرنسية الثانية، وانعكاساتها على الأوضاع السياسية في الجزائر، منها عزل قائمة حكام الجزائر الفرنسيين الفرنسي الدوق دومال، ابن الملك لويس فيليب، واستخلافه بلويس أوجين كافينياك وذلك يوم 03 مارس 1848 م،
هذه الأحداث وانتشارها في منطقة الزيبان ساعدت بطريقة غير مباشرة في ارتفاع معنويات الثائرين بالمنطقة وعلى رأسهم الشيخ بوزيان الذي حاول استغلال أوضاع فرنسا المضطربة لإعلان الجهاد.
1. انشغال القوات الاستعمارية المرابطة في مقاطعة قسنطينة مقاومة أحمد باي، ما أتاح له الفرصة لإعلان الجهاد، مستغلا قلة عدد القوات الفرنسية المرابطة بمركزي باتنة وبسكرة وغياب القائد العسكري سان جرمان عن دائرة بسكرة.
2. قيام فرنسا برفع الضريبة على النخيل الضرائب في شهر مارس 1849 م من 0.25 فرنك إلى 0.40 فرنك للنخلة الواحدة.
3. تراجع فرنسا عن مبدأ إعفاء المرابطين من الضرائب، مما أدى إلى إتساع دائرة التذمر

إستغل الشيخ بوزيان هذه الأسباب وباشر اتصالات مع رؤساء القبائل والأعراش المجاورة لإشعال ثورة ضد المحتلين الجدد، سرعان ما تفطن له الفرنسيين بفضل جواسيسهم من أعوان الإدارة الفرنسية، فقام الملازم سيروكا نائب المكتب العربي ببسكرة بالتحرك نحو الزعاطشة للقبض على الشيخ بوزيان، كان من بين مرافقيه شيخ بلدة طولقة ابن الميهوب، لكنهم فشلو في القبض عليه واكتشفوا أن الأمر أكبر بكثير وأن الشيخ بوزيان قد أعلن الجهاد في المنطقة عبر مآذن مساجد الواحات.
ولمعاينة الأوضاع عن قرب انتقل رئيس المكتب العربي الضابط دي بوسكيه إلى الزعاطشة يطلب من السكان تسليم الشيخ بوزيان لكنهم رفضوا وردوا عليه : «..إننا نرفض أن نسلمكم الذي تطلبون وإننا سنقاتل عن آخرنا رجالا ونساء من اجله.» فكانت نقطة انطلاق المقاومة.

## مراحل مقاومة الزعاطشة

### البداية
في 16 جويلية 1849 م وصلت قوات فرنسية للمنطقة تحت قيادة العقيد كاربوسيا بدأت بتشديدها الحصار على الواحات المجاورة في منطقة الزعاطشة،
في أول مواجهة للثوار بقيادة الشيخ بوزيان قضي على 31 جنديا فرنسيا وجرح ما لا يقل عن 117، فقط بعد ساعات من الاشتباك اضطر العقيد كاربوسيا
إلى الانسحاب تحت ضغط الضرب من الثوار المقاومين من أولاد نائل وبوسعادة والمسيلة ممن التحقوا بالمقاومة في الزعاطشة.
دفع هذا النصر بالشيخ المرابط سيدي عبد الحفيظ مقدم إخوان الرحمانية بإعلان الجهاد،
ولبّى سكان واحات الزيبان النداء لتحرير مدينة بسكرة، فاصطدموا بالقوات الفرنسية بقيادة سان جرمان قائد دائرة بسكرة فوقعت معركة سريانة مع بزوغ الفجر شهر سبتمبر 1849 ورغم سقوط القائد الفرنسي سان جرمان قتيلا إلا أن الجيش الفرنسي تمكن من إحكام الحصار، مما أجبر سيدي عبد الحفيظ على سحب ما تبقى من أنصاره.
ساهم تمكن الفرنسيين من رد الهجوم على بسكرة في خلق توازن ما سمح لهم تأجيل المسألة إلى بداية فصل الخريف. قاد الجنرال هيربيون حاكم مقاطعة قسنطينة آنذاك شخصيا الحصار بعد أن عين العقيد كربوسيا خلفا للعقيد سان جرمان.
- مرحلة حصار الواحة :

باشر الجنرال هيربيون بتجميع قواته المقدرة بأربعة آلاف وأربعمئة وثلاثة وتسعين 4493 جنديا بكدية المائدة المحاذية لبلدة الزعاطشة يوم 07 أكتوبر 1849 صباحا، ثم احتل الزاوية القريبة من الكدية وسيطر على مفترق الطرق المؤدية إلى واحة الزعاطشة حتى يحول دون وصول أية إمدادات، ثم أعطيت الأوامر للمدفعية بقصف الأسوار لإحداث ثغرة فيها،
لكن المقاومين أجبروا القوات الفرنسية على التراجع بعد أن خسروا 35 قتيلا من بينهم ضابط و147 جريحا، ثم تمكن الفرنسيون بواسطة المدفعية احتلال الزاوية ورفع العلم الفرنسي على مئذنتها.

### نهاية المقاومة
طالب الجنرال هيربيون النجدة من الإدارة الاستعمارية المركزية في الجزائر وصدرت الأوامر للطوابير العسكرية للتحرك نحو الزعاطشة قادمة إليها من قسنطينة، باتنة، بوسعادة، سكيكدة وعنابة، مما شجع المحاصرين من معاودة الهجوم يوم 26 نوفمبر 1849 بثمانية آلاف من الجند، يقودهم الضابط بارال، والعقيد كانروبار، ولافارد، والعقيد دومنتال، كان الحصار مطبقا ومحكما.
أعطيت الأوامر بإبادة سكان الواحة بما فيهم الأطفال، النساء، والشيوخ، وقطع أشجار النخيل مصدر رزق السكان، وحرق المنازل، ورغم ذلك صمد السكان، واشتبكوا مع الجند الفرنسيين بالسلاح الأبيض في الدروب، حتى سقطوا عن آخرهم، حوالي الساعة التاسعة صباحا، ونكلوا بالجرحى، ونسفت دار الشيخ وسقط الشيخ بوزيان شهيدا
ألقي القبض على الشيخ بوزيان زعيم الزعاطشة، وابنه الذي لا يتجاوز من العمر السادسة عشر والشيخ موسي الدرقاوي، في يوم 26 نوفمبر 1849 م، فأمر الجنرال «هيربيون» بقطع رؤوسهم، وتعليقهم على أبواب مدينة بسكرة عدة أيام، ثم نقلت إلى قسم الانتروكولوجي لمتحف اللوفر فرنسا.
توجد حاليا رؤوس مقاومي ثورة الزعاطشة في متاحف فرنسا (متحف الإنسان بباريس)

## نتائج المقاومة
- انتهت مقاومة الزعاطشة بخسائر فادحة حيث أبيدت الواحة بأكملها وأخليت من سكانها، بقطع رؤوس المقاومين وتعليقها على الأبواب أو على خناجر البنادق نكاية في الثوار، بينما خسر الفرنسيون 10 من ضباطهم برتب مختلفة و165 جنديا قتيلا وإصابة 790 بجروح متفاوتة الخطورة، أما في صفوف المقاومين فتذكر المصادر الفرنسية العثور على 800 جثة وعدد آخر غير محدد تحت الأنقاض وقطعت أشجار النخيل عن آخرها.[5]
- أثارت مقاومة الزعاطشة تضامنا دينيا ووطنيا واستغراب العدو من إصرار السكان على إفشال مخططاته.
- احتلال مدينة بوسعادة، لأنها قامت بانتفاضة بقيادة محمد علي بن شبيرة، وهو زعيم ديني دعا إلى الجهاد أثناء مقاومة الزعاطشة وأرسل بالنجدة إلى الشيخ بوزيان.
- توسيع دائرة الانتقام بحرق واحة نارة الواقعة على وادي عبدي بالأوراس، والتي لقيت نفس مصير الزعاطشة يوم 05 جانفي 1850 على يد العقيد كارويير بعد أن تقدم إلى القرية بقوة قوامها ثلاث فرق من الجيش استباح بها القتل والهدم وإحراق القرية.

## طالع
في نفس الموضوع ثورات الجزائر ضد فرنسا
- تاريخ الجزائر
- مقاومة الأمير عبد القادر
- الناصر بن شهرة
- الشريف محمد بن عبد الله
- موسى بن الحسن الدرقاوي
- ثورة أولاد سيدي الشيخ
- مقاومة الشيخ بوعمامة
- الشريف بوشوشة
- محمد المقراني
- الشيخ الحداد
- لالة فاطمة نسومر
- أحمد باي
- الشريف بوبغلة
- أحمد بن سالم
- الشريف بومعزة
- سيدي لزرق بلحاج
- الباي بومرزاق